# Тук Војни
Тук Војни је насељено место у саставу општине Мркопаљ, у Горском котару, Приморско-горанска жупанија, Република Хрватска.

## Историја
До територијалне реорганизације у Хрватској насеље се налазило у саставу старе општине Делнице.
У селу је Српски православни храм Св. апостола Петра и Павла. Изграђен је 1759. године, спаљен и уништен од стране усташа 1942. године. Обновљен је од стране малобројних Срба 2001. године.

## Становништво
На попису становништва 2011. године, Тук Војни је имао 28 становника.

## Попис 1991.
На попису становништва 1991. године, насељено место Тук Војни је имало 56 становника, следећег националног састава:
| Попис 1991.‍ | Попис 1991.‍ | Попис 1991.‍ | Попис 1991.‍ | Попис 1991.‍ |
| ----------- | ----------- | ----------- | ----------- | ----------- |
|             |             |             |             |             |
| Срби        | Срби        |             | 24          | 42,86%      |
| Хрвати      | Хрвати      |             | 19          | 33,93%      |
| Југословени | Југословени |             | 9           | 16,07%      |
| остали      | остали      |             | 4           | 7,14%       |
| укупно: 56  |             |             |             |             |